# Samuil Feinberg
Samuil Yevgenyevich Feinberg (Odessa, 26 de maio de 1890 — Moscou, 22 de outubro de 1962) foi um compositor e pianista judeu-russo e soviético.
Estudou no Conservatório de Moscovo, onde foi aluno de Alexander Goldenweiser. Em harmonia e composição foi aluno de Nikolai Zhilyayev. Posteriormente, se aperfeiçoou com Scriabin e Myaskovsky. Suas interpretações eram elogiadas por Scriabin.
Graduou-se em 1911 e iniciou carreira de concertista. Em 1922, tornou-se professor do Conservatório de Moscou, onde permaneceria até a sua morte.
Realizou várias gravações, sendo a do O Cravo Bem-Temperado de Bach uma das melhores já feitas, segundo a crítica musical. Gravou também composições de Beethoven, Chopin, Liszt, Scriabin e Rachmaninov.
É autor de doze sonatas para piano, transcrições para piano de obras para órgão de Bach, Fantasias, Prelúdios e 3 Concertos para piano e orquestra.
Ele foi solteiro por toda a vida. Viveu com seu irmão Leonid, que era poeta e pintor. Morreu em 1962, aos 72 anos. 

## Honras e prêmios
- Ordem de Lênin
- Artista homenageado da RSFSR (1937)
- Prêmio Stalin (1946)
- Duas Ordens da Bandeira Vermelha do Trabalho